# ده‌جلال
ده جلال زنجان یک روستا در ایران است که در دهستان سجاس‌رود واقع شده‌است. ده جلال زنجان ۵۰۵ نفر جمعیت دارد.